# Frédéric-Guillaume Ier de Hesse
Pour les autres membres de cette famille, voir Maison de Hesse et pour les homonymes, voir Hesse.
Frédéric-Guillaume Ier de Hesse-Cassel (en allemand Friedrich-Wilhelm von Hessen-Kassel), né le 20 août 1802 à Hanau, et mort le 6 janvier 1875 à Prague, est le dernier Électeur de Hesse-Cassel, de 1847 à 1866, date de son abdication.

## Biographie
Fils de Guillaume II de Hesse-Cassel et d'Augusta de Prusse, Frédéric-Guillaume Ier de Hesse-Cassel épouse, en 1831, morganatiquement, Gerturde Falkenstein (en), titrée princesse de Hanau et Horowitz (1803-1882). Il appartient à la première branche de la maison de Hesse elle-même issue de la maison de Brabant. Le 30 septembre 1831 à la suite du malaise de son père, Frédéric-Guillaume Ier de Hesse-Cassel devient régent de la Hesse-Cassel, puis à la suite du décès de son père survenu en 1847, Frédéric-Guillaume Ier devient électeur de Hesse-Cassel.
Sa vie privée et son attitude politique réactionnaire affaiblissent son pays, dès le début de sa régence. Après de longs litiges concernant sa politique intérieure il écarte le gouvernement et supprime, en 1850, la constitution nationale de 1831, mais doit la rétablir en 1862, sous la pression de la Confédération allemande et de la Prusse. 
Lors de la guerre austro-prussienne de 1866, il prend le parti de l'empereur François-Joseph Ier d'Autriche. Vaincu militairement, la Prusse le force à l'abdication et à l'exil et annexe la Hesse-Cassel. Il a pour héritier son lointain neveu Frédéric-Guillaume de Hesse-Rumpenheim époux de la princesse Anne de Prusse (1836-1918). 
Il se consacre désormais à l'écriture de ses Mémoires, et meurt, le 6 janvier 1875, à Prague, il est inhumé à Cassel.
Ses enfants les princes von Hanau von Horowitz sont, malgré le mariage morganatique de leurs parents et le fait qu'ils ne sont donc pas dynastes, les seuls héritiers de la grande fortune de Frédéric-Guillaume Ier de Hesse-Cassel.
Frédéric-Guillaume Ier de Hesse-Cassel est le dernier électeur de Hesse-Cassel.